# Château de Dorth

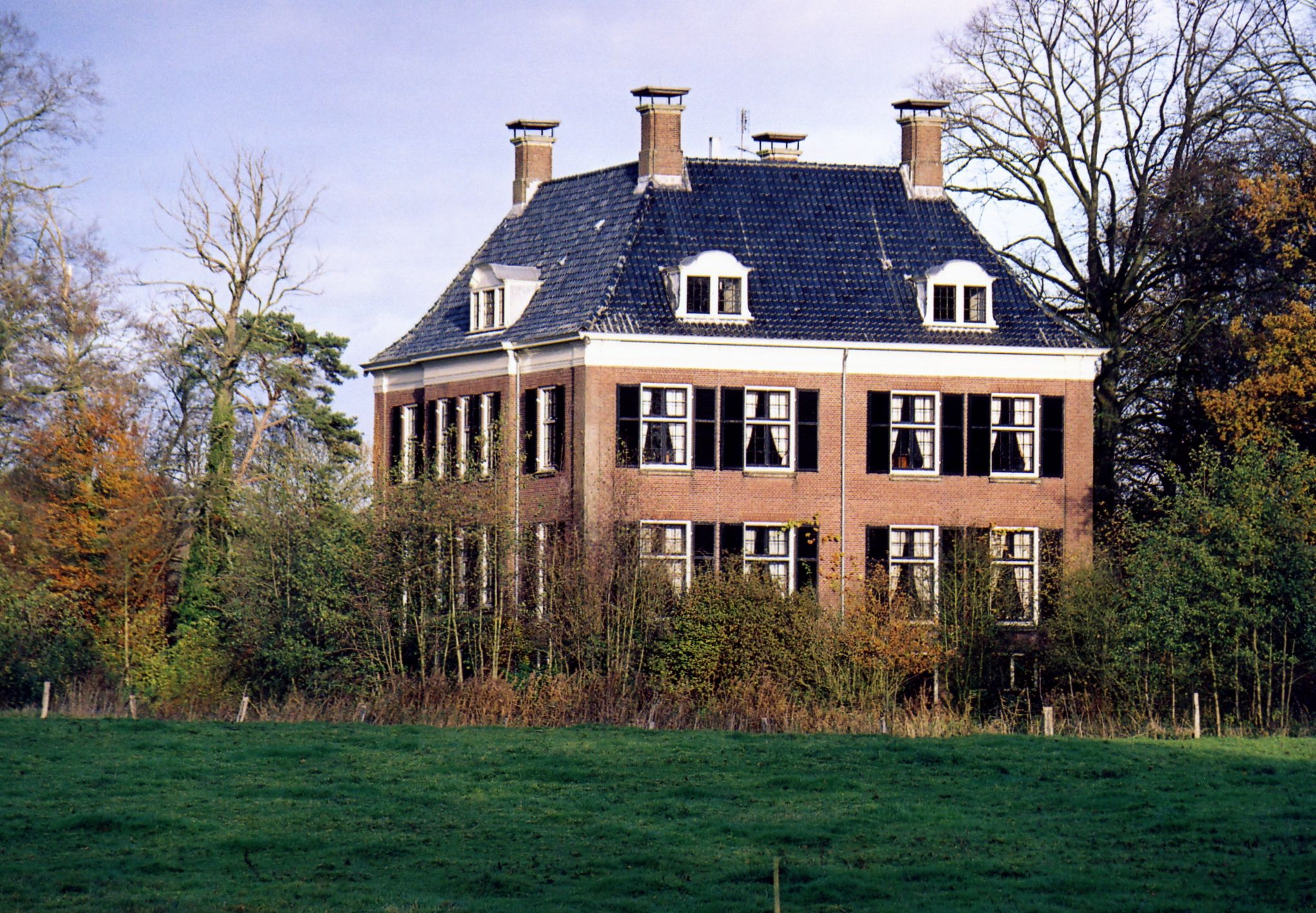
Domaine Dorth en 2010.

Le Château de Dorth peut faire référence à l'ancien château du XIVe siècle à Bathmen en Overijssel ou à l'ancien château du XIVe siècle de Gorssel, dans la province de Gueldre. Les deux étaient proches de la frontière Gueldre / Overijssel.
Dorth en Gueldre est actuellement un domaine situé au nord-est du hameau de Kring van Dorth et au sud du hameau de Dortherhoek, sur le Dortherbeek, une partie de la commune de Lochem dans la province de Gueldre près de la frontière d'Overijssel. Depuis 2001, il s'agit d'une propriété de campagne historique protégée avec six parties complexes.
Dorth en Overijssel est maintenant une ferme située proche de la limite avec la Gueldre.

## Histoire

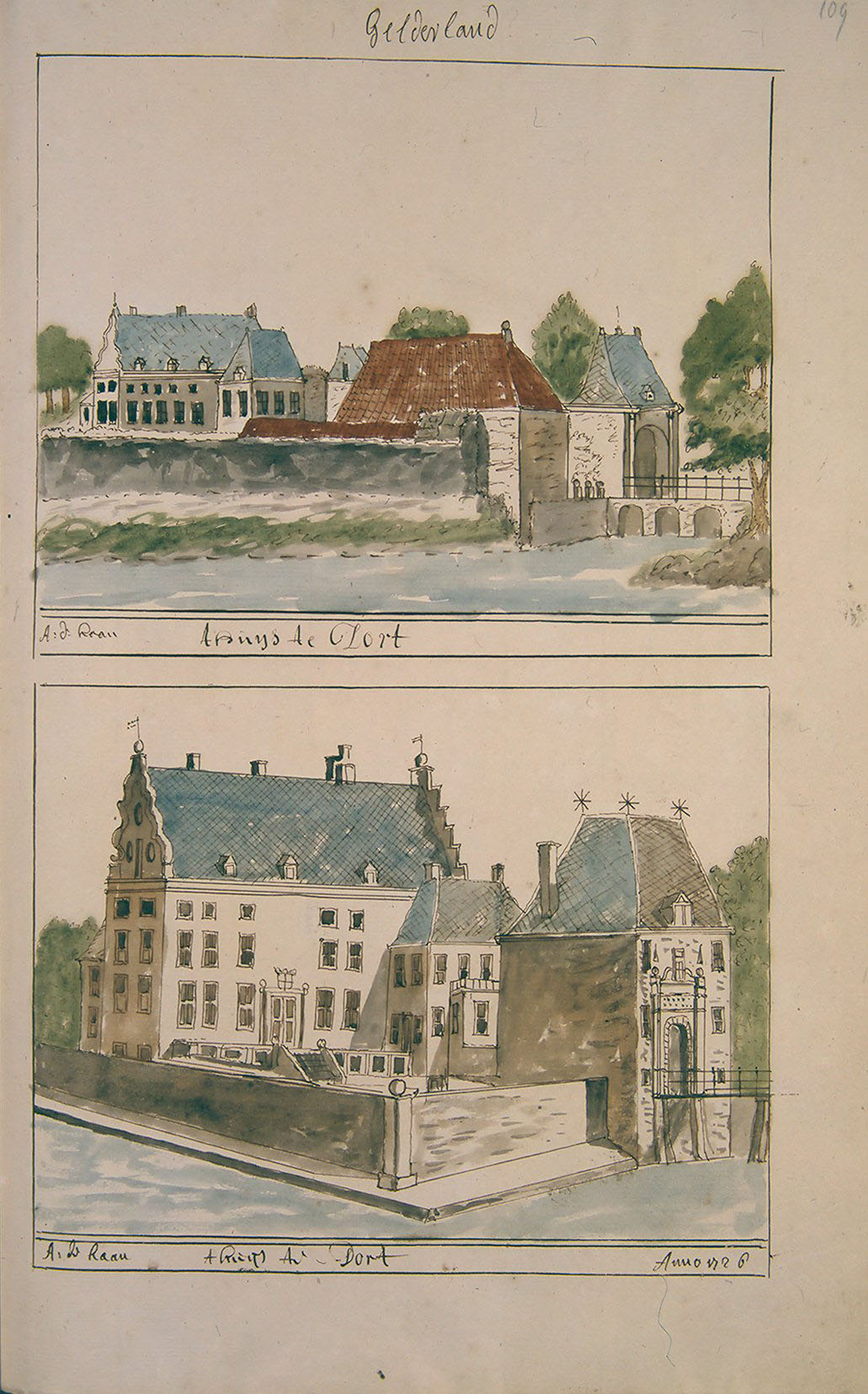
Atlas Schoemaker: les deux bâtisses portant le nom de Dorth (1710-1735).

A Dorth, il y a un Hof van Dorth et un Huis van Dorth, dont le premier est le plus ancien. La première mention de Hof van Dorth date de 1311 lorsque la cour est sous le pouvoir d'Eliger van Heeckeren de l'ancienne famille de chevaliers Van Heeckeren. En 1329, Eliger van Heeckeren fut remplacé par Seyno van Heeckeren († vers 1359) qui commença à se faire appeler «Van Heeckeren appelé Dordt». Au fil du temps, cette branche des Van Heeckers a continué à s'appeler exclusivement Van Dorth. La famille Van Dorth tot Medler est issue de cette branche.
En 1329, Seyno déclara avoir prêté le Hof van Dorth à l'évêque d'Utrecht, Jean III de Diest. Peu de temps après, Seyno construisit probablement un nouveau château, le Huis Dorth, au sud du Hof van Dorth, de l'autre côté de la Dortherbeek, sur le territoire de la Gueldre, à Gorssel. Aucune source n'a été transmise à propos de cette construction, mais avant cette époque, il devait s'agir d'une importante forteresse qui devait garder la frontière entre le comté de Gueldre et l'Oversticht, car en 1348, Seyno et son fils Henrick ont dédié cette maison au duc de Gueldre. Après que le duc eut fait alliance avec Guillaume III de Hainaut, le 3 novembre 1348, ce dernier tenta de conquérir Deventer, s'assurant du soutien de Seyno van Dorth. Le 25 janvier 1359, Seyno est nommé témoin au nom de la chevalerie gueldroise lors du scellement du traité de paix Clèves-Gueldre entre Renaud III de Gueldre et son frère Edouard,.
Il est frappant de constater que le Hof van Dorth qui portait le même nom, était situé dans l'Oversticht. Lors des disputes entre les Heeckeren et les Bronckhorsten, les Van Dorth se rangèrent du côté des Van Heeckeren. Ce revirement a causé beaucoup de dommages à la construction en 1373.
Après de nombreux changements de propriétaires, Laurens Kleyn a finalement acheté le château en 1833 et l'a fait démolir. Une maison de campagne a été construite sur place, qui a été démolie en 1927 lorsque le chevalier Gustaaf Otto Frederik Huyssen van Kattendyke a acheté la maison dans un état décrépit. Il construit une nouvelle maison de campagne sur le domaine, qui appartient maintenant à l'Association Natuurmonumenten et ne peut pas être visité. Le domaine est ouvert au public et un parcours pédestre balisé de trois kilomètres a été aménagé sur place. Le fossé est toujours en construction.

## Liens connexes
- Liste des châteaux néerlandais par province